# Henry de Worms, 1:e baron Pirbright
Henry de Worms, 1:e baron Pirbright, född den 20 oktober 1840 i London, död där den 9 januari 1903, var en engelsk finansman och politiker. Han var son till den till England inflyttade tysk-judiske bankiren Solomon Benedict de Worms, en dotterson till släkten Rothschilds stamfar, Mayer Amshel Rothschild. 
Worma blev 1863 advokat och var delägare i faderns bankirfirma, tills denna upplöstes 1879. År 1880 blev han (konservativ) ledamot av underhuset, var parlamentssekreterare i handelsministeriet i Salisburys första ministär juni 1885–februari 1886, innehade i hans andra ministär samma post augusti 1886–februari 1888 och var där sedan till augusti 1892 understatssekreterare för kolonierna. Han presiderade på första internationella sockerkonferensen i London 1887, som ledde till en konvention mot exportpremier på socker, vilken dock aldrig blev ratificerad. Worms blev 1888 medlem av Privy Council (den förste jude, som fått säte där) och upphöjdes 1895 till peer (baron Pirbright). Han blev Fellow of the Royal Society 1889. År 1887 utgav han sin vän baron von Beusts memoarer i engelsk översättning.